# جويل بلمر كوب
جويل بلمر كوب (بالإنجليزية: Jewel Plummer Cobb)، (17 يناير 1924 – 1 يناير 2017) هي عالمة أحياء أميركية، باحثة في مجال السرطان، أستاذة، عميدة جامعة، مسؤولة أكاديمية. ساهمت في مجال أبحاث السرطان عبر دراسة علاج الميلانوما (سرطان الخلايا الصباغية). كانت مدافعة عن فكرة زيادة تمثيل المرأة والطلاب ذوي ألوان بشرة مختلفة في الجامعات، وأنشأت برامج لدعم الطلاب المهتمين بمتابعة تحصيلهم العلمي بالدراسات العليا.

## النشأة
جويل بلمر كوب أول طفلة لفرانك ڤي. بلمر، كاريبل (كولي) بلمر. وجدت والدتها، كاريبل، وظيفة في التربية البدنية وتعليم الرقص وتخرجت من الجامعة بشهادة بكالوريوس في الرقص التعبيري. والدها، فرانك، أول شخص من العرق الأسود يتخرج بشهادة دكتور في الطب من جامعة كورنل، ليصبح طبيباً مختصاً في علم طب الجلد. كان جد بلمر الأب عبداً محرراً تخرج من جامعة هوارد في عام 1898 ليعمل كصيدلاني.
مكّنت تربية كوب الغنية اقتصادياً من حصولها على طفولة من الاستكشاف الفكري. من مكتبة والدها العلمية إلى تعليمها في عدة معاهد متعددة الأعراق، طورت كوب اهتمامها في التعلم منذ سن الطفولة. على الرغم من أنّه كان متوقع أن تصبح معلمة تربية بدنية، تعزز اهتمامها في العلم خلال السنة الثانية من دراستها الثانوية أثناء نظرها خلال المجهر في صف علم الأحياء.

## التعليم العالي
سجلت كوب في جامعة ميشيغن في عام 1942، ولكن، كانت غير راضية عن فصل السكن الجامعي للطلاب من أصل أفريقي- أميركي، انتقلت لكلية تالّاديجا في ألاباما. تخرجت بشهادة بكالوريوس في علم الحياة في عام 1944 وأصبحت عضواً في نادي النساء ألفا كابا ألفا.
لم يتم قبول كوب مبدأياً في زمالة لخريجي علم الأحياء في جامعة نيويورك، على ما يبدو بسبب أصلها العرقي، ولكن تم منحها الزمالة بعد مقابلة. حازت على درجة الماجستير من جامعة نيويورك في عام 1947، ودرجة الدكتوراه بتركيز على فيزيولوجيا الخلية في عام 1950.
أطروحتها، آليات تشكل الصباغ، درست تشكل حبيبات الأصبغة الميلانية في وسط زجاجي باستخدام إنزيم تيروسيناز. في عام 1949، عيّنت كباحث مستقل في مخبر وودز هولي مارين لعلم الأحياء.

## الحياة المهنية
بعد تلقي شهادة الدكتوراه، أصبحت كوب زميل مدرّس لعلم الأحياء في جامعة نيويورك أثناء عملها مع مؤسسة السرطان الوطنية في مشفى هارلم (1950-1952). من عامي 1952-1954 كانت كوب مدرسة علم التشريح في شيكاغو في كلية الطب في جامعة إيلنويس حيث درّست علم الأنسجة. وبعد ذلك بمدة قصيرة، عادت كوب إلى نيويورك، لتعمل كمساعد أستاذ للمجالات ما بعد الطب في مدرسة الطب لجامعة نيويورك (1955-60)، بينما كانت تعمل أيضاً كمحاضر زائر في كلية هانتر (1956-57).
منذ عامي 1960-69، عُيّنت كوب كرئيس مخبر علم الأحياء في كلية سارة لورينس. وأثناء وجودها هناك، أجرت بحثاً جامعياً للمشاركين في مؤسسة العلوم الوطنية.

### كلية كونيتيكت
عملت كوب كأستاذ في علم الحيوانات وعميد للعلوم والفنون في كلية كونيتيكت من يوليو 1969 حتى يوليو 1976. كوب هي أول عميد ذو بشرة سوداء في تاريخ الكلية. وعند قبولها للمنصب في كلية كونيتيكت، عبّرت عن ذلك: " هذه كلية تمر في مرحلة انتقالية، تتقدم بوتيرة مشوّقة. نحن بحاجة لمزيد من الطلاب والمدرسين ذوي البشرة السوداء لمساعدتنا في تشكيل وتنفيذ خططنا الجديدة الجريئة." 
وخلال فترة وجودها في كلية كونتيكيت، أجرت برنامج منحة دراسية لذوي البشرة السوداء والذي أمّن مساعدة لـ37 طالب جامعي ذو بشرة سوداء في الكلية. هدفت المنحة الدراسية لزيادة المساعدة المالية لتلبية حاجات الطلاب ذوي البشرة المختلفة اللون.
أسست كوب أيضاً برنامجاً للسنة الخامسة ما بعد تعليم البكالوريوس وقبل دخول الطب، والذي قدّم مساعدة مالية وفرص تعليمية للطلاب الأقلية في الكلية والذين أرادوا إكمال مهنتهم في الطب البشري أو طب الأسنان. تمّ تأمين الطلاب بالموارد اللازمة للدروس والاستشارات. بعد خمس سنين فقط من إنشاء هذا البرنامج، تم قبول هؤلاء الطلاب في برامج ما بعد التخرج، والتي تضمنت جامعات يال، جورج تاون، وكونيتيكت.
وأثناء وجودها في كونيتيكت، عملت د. كوب كعضو في مشفى لورنس وميموريال في نيو لندن، بالإضافة لانتخابها كمديرة للمجلس الأميركي للتعليم، (1973-1976). د كوب، كعضو في مجلس العلوم الوطني ومستشار للجامعة الأميركية لتطور العلوم، ترأست مؤتمر من 30 امرأة عالمة من الأقليات لتأمين النصائح للمدارس، صنّاع السياسات، والحكومة الأميركية حول كيفية توظيف نساء ذوات لون بشرة مختلف بشكل أكبر في مجال العلوم. تم نشر التقرير العالمي التأثير باسم الربط المزدوج: ثمن كونك امرأة من الأقليات في العلم.
في يوليو 1976، قررت كوب مغادرة كلية كونيتيكت وأصبحت عميد وأستاذ لعلوم الأحياء (البيولوجيا) في كلية دوغلاس ريسيدينشل في جامعة روتجيرز. قرار كوب بالمغادرة كان دون سابق إصرار، بل ركّزت على الاهتمام بأن تصبح مديرة متفرغة بالكامل لقسم المرأة في روتجيرز. تردد كوب الأكبر في تركها الكلية كان يتعلق بعدم قدرتها على مواصلة الأبحاث في نفس مجال درجتها العلمية في وظيفتها الجديدة.
وأثناء وجودها في دوغلاس، تم اختيار كوب (إلى جانب تسع أمريكيين آخرين) من قبل مؤسسة روكرفلر للمشاركة في المؤتمر العالمي في إيطاليا المعني في مستقبل التعليم العالي للمرأة. وبالإضافة لذلك، في أبريل 1978، تم ترشيح كوب من قبل الرئيس كارتر كعضو في مجلس المنح الدراسية الأجنبية، والمعروفة بكونها منظمة مسؤولة عن تحديد مؤهلات منحة فولبرايت.

### جامعة ولاية كاليفورنيا، فولرتون
تم تعيين كوب رئيساً لجامعة ولاية كاليفورنيا، فولرتون في عام 1981 حيث بدأت بتحسين تجهيزات السكن الجامعي منذ بداية فترتها.
نجحت كوب بتأمين التمويلات لبناء مبنى الهندسة وعلوم الحاسوب والذي تم إنشاؤه بأموال الولاية، وأيضاً مركز روبي جيرونتولوجي، والذي كان أول مبنى في تاريخ الكلية يتم تمويله عبر تبرعات خاصة. حصلت أيضاً على رأس مال لبناء أول سكن طلابي على الإطلاق. تم لاحقاً تسمية هذا المجمع السكني باسمها كتقدير لها. تفاوضت كوب أيضاً على اتفاقية مع شركة ماريوت ومدينة فوليرتون لإيجار عقد لبناء فندق، ما سمح لها باستخدام الأموال المتاحة لبناء مجمع رياضي داخل الحرم الجامعي. تم الانتهاء من غالبية التخطيط لمركز مختبر العلوم، المسمّى الآن دان بلاك هول، عند تولي كوب منصب الرئاسة.
في فوليرتون، لم يشارك بعض أعضاء الهيئة التدريسية اهتمامات كوب في البحث وإعادة البناء، متمسكين أن المهمة الأساسية للكلية هي التدريس. قرارها للدخول في اتفاق لبناء الفندق في الحرم الجامعي وإضافة فروع جامعية في الجزء الجنوبي من قسم أورانج أثار انتقادات في الحرم الجامعي. أحضرت كوب هاتين القضيتين إلى مجلس شيوخ الكلية للتصويت. في كل مرة، تم تأييد قراراتها.
في عام 1990، بلغت من العمر 66 عاماً، أُجبرت على التقاعد بموجب قانون دبليو. آنن راينولدس، مستشارة نظام جامعة ولاية كاليفورنيا، والذي يتطلب من جميع رؤساء الحرم الجامعي الذين تبلغ أعمارهم 65 عاماً أو أكبر أن يتقاعدوا. رداً على مغادرتها، أوضحت جوليان فوستر، قائدة الحرم الجامعي وعالمة سياسة هامة، عن تركيز كوب على البحث والمنح الدراسية لتكون أهم مساهمة لها في ولاية كال فولرتون.
بعد فترة قصيرة من التقاعد، تم تعيين كوب كأستاذ وصي لجامعة ولاية كاليفورنيا بقسم لوس أنجلوس.
في عام 1991، أصبحت الباحث الرئيسي في مركز وشبكة أكسيس للعلوم والهندسة في جنوب كاليفورنيا، والتي تساعد طلاب المدارس الإعدادية والثانوية من بيئات متضررة على متابعة مستقبلهم في مجالات العلوم والهندسة.
في عام 2001، أصبح كوب الباحث الرئيسي في برنامج الهندسة والتكنولوجيا والعلوم (ستيب أب) للشباب -مشروع أسيند ASCEND في جامعة ولاية كاليفورنيا، لوس أنجلوس. كما تم تعيينها وعملت كعضو في مجلس أمناء كالتيك  (معهد كاليفورنيا للتكنولوجيا).

## الأوسمة والجوائز والعضويات

### الدكتوراه الفخرية
- كلية الطب في ولاية بنسلفانيا
- الجامعة الشمالية
- معهد رينسلار للفنون التطبيقية المتعددة
- جامعة روتجرز
- جامعة توسكيجي

### جوائز
- جائزة ريجنالد ويلسون
- جائزة كانداك، التحالف الوطني لـ 100 امرأة سوداء، 1982
- 1999 جائزة الإنجاز في التميز من مركز التميز في التعليم

### عضويات
- لجنة الموارد البشرية
- سيجما شي
- الأكاديمية الوطنية للعلوم (معهد الطب)
- المؤسسة الوطنية للعلوم.
- مجلس إدارة شركة الحلفاء
- رابطة زراعة الأنسجة التابعة للجنة التعليم (1972-1974)
- مختبر الأحياء البحرية
- مجلس أمناء معهد إدارة التعليم

### المنشورات
- كوب، جويل بلمر، دوروثي ج. ووكر، وجين سي رايت. «دراسات معالجة كيميائية مقارنة على الزروعات البدائية قصيرة الأمد للأنسجة البشرية الطبيعية والحميدة والخبيثة - دراسة مدتها خمس سنوات.» أبحاث السرطان 21.5 (1961): 583.
- كوب، جويل بلمر، ودورثي ج. ووكر. «دراسات على خلايا  الميلانوما البشرية في الزرع النسيجي 1. خصائص النمو وعلم الخلايا». أبحاث السرطان 20.6 (1960): 858-867.
- كوب، جويل بلمر، ودورثي ج. ووكر. «تأثير الأكتينومايسين دي على زروعات الأنسجة للخلايا الطبيعية والورمية 23». (1958).
- تقييم وطني لأداء ومشاركة المرأة في الرياضيات، 1979
- دراسة لبيئة التعلم في كليات المرأة، 1981
- دراسة استقصائية للنساء الأمريكيات ذوات البشرة السوداء حاملات شهادة الدكتوراه، 1968
- دراسة استقصائية للوضع الحالي وخطط الكليات على نحو تقليدي للنساء فقط، 1972
- دراسة استقصائية للمخاوف البحثية المتعلقة بقضايا المرأة، 1975
- التحديات الأكاديمية، 1990
- وصول وقوة الأشخاص ذوي البشرة السوداء في التعليم العالي، 1972
- النهوض بقيادة النساء في مجال العلوم، 1995
- تقييم العوامل المؤثرة على مشاركة الإناث في برامج التعيين المتقدمة في الرياضيات والكيمياء والفيزياء، 1975
- تحليل تأثير المشروعات المكفولة لزيادة مشاركة النساء في المهن في مجال العلوم والتكنولوجيا، 1977
- وبكل سرور تجاهل جنسي، 1974
- التقرير السنوي للجنة المؤسسة الوطنية للعلوم المعنية بتكافؤ الفرص في العلوم والتكنولوجيا، 1982
- مبادرة السود والمسؤولية الحكومية، 1987
- الحرم الجامعي 1970، أين تقف النساء؟ تقرير بحثي عن دراسة استقصائية عن المرأة في الحياة الأكاديمية، 1970
- وظائف في العلوم والهندسة للأميركيين السود، 1972
- التقرير السنوي للمحفز، 1978-1979
- تغيير أمريكا: الوجه الجديد للعلوم والهندسة، 1989
- مجلس موارد الكلية -دراسة عن الطلاب الخريجين والمستجدين في عدد من الكليات داخل مجموعة الأعضاء، يو. دي.
- لجنة تعليم وتوظيف النساء في العلوم والهندسة (سييوايز)، 1977-1979
- بيانات عن النساء في البحث العلمي، 1977
- جوائز الدرجات الممنوحة للنساء: تحديث، 1979
- الدرجات الممنوحة ونزعات (توجّهات) الالتحاق في الكليات السوداء تاريخياً: دراسة لمدة ثماني سنوات، 1965
- دائرة الصحة والتعليم والرعاية الاجتماعية -بيان من مدير البرنامج الوطني للسرطان، المعهد الوطني للسرطان، 1975